# Charly – Majom a családban
A Charly – Majom a családban egy 1995 és 2012 között sugárzott német családi televíziós sorozat. Németországban a ZDF televízió gyártotta és közvetítette. Magyarországon a TV2 vetítette 1997 és 2011 között a 12. évadig. Eközben a Duna Televízió, az M2 és a Hálózat TV is ismételte. 2014-2015-ig az M1-en voltak láthatóak az epizódok, majd a nemzeti főadóvá váló Duna vette át a sugárzását, és folytatta tovább premier epizódokkal a 13-16. évadig, az utolsó epizódig. Ezt követően a Prime és a Jocky TV is többször megismételte a teljes szériát.

## Története
A történet Berlinben játszódik. Főszereplők a történet kezdetekor Dr. Philipp Martin állatorvos, felesége Michaela, gyermekeik Oliver és Sandra, és természetesen a sorozat névadója, csimpánzuk, Charly.
Dr. Philipp Martin korai halála után az állatorvosi praxist dr. Max Henning veszi át, aki később Michaelát feleségül veszi. Michaela halála után Dr. Henning megismerkedik Maren Waldner ügyvédnővel, később pedig Katharina Hauserrel alkot egy párt. 
Az események folyamatába végig szerepet kap Charly, a csimpánz is.

## Szereplők
| Színész               | Szerep                         | Magyar hang      | Évad  |
| --------------------- | ------------------------------ | ---------------- | ----- |
| Ralf Lindermann       | Dr. Max Henning                | Schnell Ádám     | 4–16  |
| Ralf Lindermann       | Gregor Henning                 | Schnell Ádám     | 2–3   |
| Karin Kienzer         | Michaela Martin                | Ráckevei Anna    | 1–5   |
| Nicola Tiggeler       | Michaela Martin                | Andresz Kati     | 6–7   |
| Nicola Tiggeler       | Michaela Martin                | Spilák Klára     | 6–7   |
| Saskia Valencia       | Maren Waldner                  | Nyírő Bea        | 8–13  |
| Ralph Schicha         | Dr. Philipp Martin             | Jakab Csaba      | 1–4   |
| Mike Zobrys           | Oliver Martin                  | Glósz Viktor     | 1–13  |
| Mike Zobrys           | Oliver Martin                  | Előd Botond      | 1–13  |
| Mike Zobrys           | Oliver Martin                  | Penke Bence      | 1–13  |
| Regina Lemnitz        | Dr. Charlotte Roesner-Lombardi | Szabó Éva        | 1–16  |
| Regina Lemnitz        | Dr. Charlotte Roesner-Lombardi | Némedi Mari      | 1–16  |
| Aurelio Malfa         | Rodolfo Lombardi               | Papp János       | 1–11  |
| Aurelio Malfa         | Rodolfo Lombardi               | Botár Endre      | 1–11  |
| Friederike Möller     | Sandra Martin                  | Mánya Zsófi      | 1–2   |
| Susanne Scherbel      | Sandra Martin                  | Vadász Bea       | 3–4   |
| Kaya Möller           | Sandra Martin                  | Molnár Ilona     | 5–6   |
| Delia Deborah Wagner  | Sandra Martin                  | Molnár Ilona     | 7–9   |
| Brigitte Böttrich     | Hoppe asszony                  | Dallos Szilvia   | 8–16  |
| Franziska Heyder      | Constanze Waldner              | Kántor Kitty     | 8–13  |
| Pascal Andres         | Gregor Waldner                 | Czető Ádám       | 8     |
| Gary Bestla           | Gregor Waldner                 | Czető Ádám       | 9–13  |
| Hans-Werner Bussinger | Paschke felügyelő              | Bácskai János    | 2–13  |
| Hans-Werner Bussinger | Paschke felügyelő              | Faragó András    | 2–13  |
| Hans-Werner Bussinger | Paschke felügyelő              | Barbinek Péter   | 2–13  |
| Tobias Meister        | Paul Friese                    | Tarján Péter     | 2–13  |
| Tobias Meister        | Paul Friese                    | Berzsenyi Zoltán | 2–13  |
| Tobias Meister        | Paul Friese                    | Bolla Róbert     | 2–13  |
| Tobias Meister        | Paul Friese                    | Várkonyi András  | 2–13  |
| Karin Thaler          | Inka Lenz                      | Götz Anna        | 5–13  |
| Karin Thaler          | Inka Lenz                      | Németh Borbála   | 5–13  |
| Karin Thaler          | Inka Lenz                      | Urbán Andrea     | 5–13  |
| Karin Thaler          | Inka Lenz                      | Zakariás Éva     | 5–13  |
| Frank Behnke          | Achim Lenz                     | László Zsolt     | 5–13  |
| Frank Behnke          | Achim Lenz                     | Megyeri János    | 5–13  |
| Frank Behnke          | Achim Lenz                     | Zöld Csaba       | 5–13  |
| Dominik Janisch       | David Lenz                     | Czető Ádám       | 5–9   |
| Dominik Janisch       | David Lenz                     | Jelinek Márk     | 5–9   |
| Dominik Janisch       | David Lenz                     | Penke Bence      | 5–9   |
| Maximilian Artajo     | David Lenz                     | Penke Bence      | 12    |
| Wayne Carpendale      | Dirk Scheerer                  | Gáspár András    | 11–13 |
| Katja Giammona        | Pia Lombardi                   | Balázs Ági       | 11–13 |
| Katja Giammona        | Pia Lombardi                   | Huszárik Kata    | 11–13 |
| Adele Landauer        | Tina Freitag                   | Fehér Anna       | 1–5   |
| Maria Körber          | Rosa Bergner                   | Mednyánszky Ági  | 1–8   |
| Maria Körber          | Rosa Bergner                   | Kassai Ilona     | 1–8   |
| Hannes Thanheiser     | Johannes Bergner               | Makay Sándor     | 1–2   |
| Marie-Luise Schramm   | Anja Fröhlich                  | Csuha Bori       | 1–4   |
| Ferdinand Dux         | Friedhelm Gerber               | Kun Vilmos       | 3–8   |
| Ferdinand Dux         | Friedhelm Gerber               | Versényi László  | 3–8   |
| Thomas Rühmann        | Jonas Martin                   | Rubold Ödön      | 2–4   |
| Thomas Rühmann        | Jonas Martin                   | Sztarenki Pál    | 2–4   |
| Siggi Kautz           | Johnny Bradford                | Hamvas Dániel    | 3–4   |
| Siggi Kautz           | Johnny Bradford                | Seder Gábor      | 3–4   |
| Isabell Gerschke      | Helga                          | Ullmann Mónika   | 3     |
| Farina Jansen         | Andrea Jüstgen                 | Simonyi Piroska  | 5–6   |
| Paul T. Grasshoff     | Lukas Hertz                    | Csőre Gábor      | 5–6   |
| Anne Brendler         | Viktoria Neuhaus               | Makay Andrea     | 5     |
| Ernyey Béla           | Marius Bergmann                | Ernyey Béla      | 5     |
| Judith Richter        | Tanja Liebig                   | Dögei Éva        | 7–10  |
| Leoni Benice Baeßler  | Lena Liebig                    | Talmács Márta    | 7–10  |
| Joachim Kretzer       | Tim Kemper                     | Széles Tamás     | 6–7   |
| Joachim Kretzer       | Tim Kemper                     | Juhász György    | 6–7   |
| Sebastian Reznicek    | Manfred Hoppe                  | Pálmai Szabolcs  | 8–9   |
| Angela Sandritter     | Tina Hauff                     | Simon Eszter     | 9–13  |
| Aline Hochscheid      | Julia                          | Mezei Kitty      | 13    |
| Patrick Gräser        | Krämer felügyelő               | Seszták Szabolcs | 13    |

## Kapcsolódó szócikk
- A Charly – Majom a családban epizódjainak listája